# Dubiaranea morata
Dubiaranea morata là một loài nhện trong họ Linyphiidae. Loài này được phát hiện ở Ecuador.